# Mastinomorphus atacamaensis
Mastinomorphus atacamaensis är en skalbaggsart som först beskrevs av Wittmer 1963.  Mastinomorphus atacamaensis ingår i släktet Mastinomorphus och familjen Phengodidae. Inga underarter finns listade i Catalogue of Life.